# Lára Sveinsdóttir
Lára Sveinsdóttir (ur. 22 sierpnia 1955 w Reykjavíku) – islandzka lekkoatletka specjalizująca się w skoku wzwyż.
Podczas igrzysk olimpijskich w Monachium (1972) zajęła 37. miejsce w eliminacjach z wynikiem 1,60 i nie awansowała do finału.
Na mistrzostwach Europy juniorów (1973) odpadła w eliminacjach w skoku wzwyż (15. lokata), a w rywalizacji pięcioboistek nie zaliczyła żadnej próby w pchnięciu kulą i nie ukończyła wieloboju.
Złota medalistka mistrzostw Islandii w różnych konkurencjach (skok wzwyż, bieg na 50 metrów przez płotki, bieg na 100 metrów, bieg na 100 metrów przez płotki, skok w dal).

## Rekordy życiowe
- Skok wzwyż – 1,69 (1972)